# Pueblo Nuevo de Campanas
Pueblo Nuevo de Campanas es un caserío peruano ubicado en el distrito de Chulucanas, perteneciente a la provincia de Morropón del departamento de Piura, al norte del Perú. 

## Ubicación
Pueblo Nuevo de Campanas se ubica al noroeste de la provincia de Morropón, en el distrito de Chulucanas, en el departamento de Piura.

## Demografía
En 2017 Pueblo Nuevo de Campanas tenía una población de 359 habitantes.
| Gráfica de evolución demográfica de Pueblo Nuevo de Campanas entre 1993 y 2017 |
|                                                                                |
| Fuentes: Población 1993 y 2017                                                 |